# チャットモンチー BEST〜2005-2011〜
『チャットモンチー BEST～2005-2011～』（チャットモンチー ベスト にせんご にせんじゅういち）は、チャットモンチーのベストアルバム。2012年2月15日にKi/oon Recordsから発売された。

## 解説
3週連続リリース第3弾となる初のベストアルバム。
メジャーデビューした2005年から2011年までの、高橋久美子在籍期間を総括する作品と位置づけられ、高橋在籍中にリリースされたシングル10本とアルバム・ミニアルバム6本のリード曲の計17曲を収録。本作の前に3週連続リリースの第1弾・第2弾としてリリースされたシングル「満月に吠えろ」および「テルマエ・ロマン」は、高橋脱退後の作品であるため収録されていない。
初回限定盤には、2005年 - 2011年に行われたライブ映像から17曲を収録したDVD「チャットモンチー 足跡〜2005-2011〜」が付属。
オリコン週間アルバムチャートでは東京事変のライブアルバム『東京コレクション』に次ぐ2位となったが、ビルボードのアルバムチャートでは同作を僅差で上回り、初の1位を獲得した。

## 収録曲

### Disc1 (CD)
| 全作曲: 橋本絵莉子、全編曲: チャットモンチー。 | |            |            |      |
| #                                              | タイトル                                                                                               | 作詞       | 作曲・編曲 | 時間 |
| 1.                                             | 「ハナノユメ」                                                                                         | 高橋久美子 |            | 3:34 |
| 2.                                             | 「恋の煙」(テレビ東京系音楽番組『JAPAN COUNTDOWN』2007年2月度オープニングテーマ)                       | 福岡晃子   |            | 3:15 |
| 3.                                             | 「恋愛スピリッツ」(フジテレビ系音楽番組『HEY!HEY!HEY! MUSIC CHAMP』2006年6月・7月度エンディングテーマ) | 橋本絵莉子 |            | 4:47 |
| 4.                                             | 「東京ハチミツオーケストラ」                                                                           | 福岡晃子   |            | 3:06 |
| 5.                                             | 「シャングリラ」(フジテレビ系アニメ『働きマン』エンディングテーマ)                                     | 高橋久美子 |            | 3:18 |
| 6.                                             | 「女子たちに明日はない」(日本テレビ系音楽番組『音楽戦士 MUSIC FIGHTER』2007年4月度オープニングテーマ)  | 福岡晃子   |            | 3:15 |
| 7.                                             | 「とび魚のバタフライ」(TVK『saku saku』2007年6月度エンディングテーマ)                                  | 福岡晃子   |            | 3:45 |
| 8.                                             | 「世界が終わる夜に」(映画『腑抜けども、悲しみの愛を見せろ』主題歌)                                     | 福岡晃子   |            | 4:43 |
| 9.                                             | 「橙」(テレビ東京系アニメ『ＢＬＥＡＣＨ』第12代エンディングテーマ)                                     | 橋本絵莉子 |            | 3:26 |
| 10.                                            | 「親知らず」                                                                                           | 高橋久美子 |            | 4:53 |
| 11.                                            | 「ヒラヒラヒラク秘密ノ扉」(東宝系映画『ガチ☆ボーイ』主題歌)                                            | 高橋久美子 |            | 3:54 |
| 12.                                            | 「風吹けば恋」(資生堂『シーブリーズ』ＣＭソング)                                                       | 高橋久美子 |            | 3:45 |
| 13.                                            | 「染まるよ」(日本テレビ系ドラマ『トンスラ』主題歌)                                                     | 福岡晃子   |            | 3:39 |
| 14.                                            | 「Last Love Letter」(日本テレビ系音楽番組『音楽戦士 MUSIC FIGHTER』2009年2月度オープニングテーマ)      | 福岡晃子   |            | 3:24 |
| 15.                                            | 「8cmのピンヒール」                                                                                    | 高橋久美子 |            | 4:07 |
| 16.                                            | 「ここだけの話」(フジテレビ系アニメ『海月姫』オープニングテーマ)                                       | 橋本絵莉子 |            | 3:20 |
| 17.                                            | 「バースデーケーキの上を歩いて帰った」                                                                 | 高橋久美子 |            | 3:17 |
| 合計時間:                                      | 合計時間:                                                                                              | 合計時間:  | 63:37      |      |

### Disc2 (DVD)
| #   | タイトル | 作詞 | 作曲・編曲 |
| --- | --- | ---- | ---------- |
| 1.  | 「DEMO、恋はサーカス」(チャットモンチーワンマンライブ at JITTERBUG〈2005.10.15〉)                                        |      |            |
| 2.  | 「さいた」(チャットモンチーワンマンライブ at JITTERBUG〈2005.10.15〉、徳島時代のライブでのみ演奏されていた未発表曲)      |      |            |
| 3.  | 「メッセージ」(smoke on the ご当地'06東ファイナル at SHIBUYA CLUB QUATTRO〈2006.07.02〉)                                 |      |            |
| 4.  | 「ひとりだけ」(smoke on the ご当地'06東ファイナル at SHIBUYA CLUB QUATTRO〈2006.07.02〉)                                 |      |            |
| 5.  | 「とび魚のバタフライ」(チャットモンチー日比谷野外大音楽堂 七夕ライブ～天まで響け!!～at 日比谷野外大音楽堂〈2007.07.07〉) |      |            |
| 6.  | 「恋愛スピリッツ」(チャットモンチーすごい2日間 in 日本武道館 at日本武道館〈2008.04.01〉)                                 |      |            |
| 7.  | 「長い目で見て」(チャットモンチー2009いま一度ライブハウスを洗濯し申す!ツアー at Zepp Tokyo〈2009.07.05〉)                |      |            |
| 8.  | 「シャングリラ」(ROCK IN JAPAN FESTIVAL 2010 at 国営ひたちなか海浜公園〈2010.08.08〉)                                    |      |            |
| 9.  | 「風吹けば恋」(ROCK IN JAPAN FESTIVAL 2010 at 国営ひたちなか海浜公園〈2010.08.08〉)                                      |      |            |
| 10. | 「ここだけの話 (Acoustic Ver.)」(Premium アコースティックLIVE～五年目の浮気～ at Billboard Live Tokyo〈2010.11.23〉)     |      |            |
| 11. | 「染まるよ (Acoustic Ver.)」(Premium アコースティックLIVE～五年目の浮気～ at Billboard Live Tokyo〈2010.11.23〉)         |      |            |
| 12. | 「真夜中遊園地」(全国ツアー“YOU MORE 前線” at Zepp Osaka〈2011.06.18〉)                                                  |      |            |
| 13. | 「Last Love Letter」(全国ツアー“YOU MORE 前線” at Zepp Osaka〈2011.06.18〉)                                              |      |            |
| 14. | 「拳銃」(全国ツアー“YOU MORE 前線” at Zepp Osaka〈2011.06.18〉)                                                          |      |            |
| 15. | 「ヒラヒラヒラク秘密ノ扉」(GRINDHOUSE showtime「1.5周年記念おめでとうございますライブ」at club GRINDHOUSE〈2011.09.29〉) |      |            |
| 16. | 「親知らず」(GRINDHOUSE showtime「1.5周年記念おめでとうございますライブ」at club GRINDHOUSE〈2011.09.29〉)               |      |            |
| 17. | 「ハナノユメ」(GRINDHOUSE showtime「1.5周年記念おめでとうございますライブ」at club GRINDHOUSE〈2011.09.29〉)             |      |            |